# سوپرمن مرده
«سوپرمن مُرده» (به انگلیسی: Superman's Dead) ترانه‌ای از گروه کانادایی آور لیدی پیس است که در ژانویهٔ ۱۹۹۷ به‌عنوان تک‌آهنگ اصلی آلبوم بدترکیب منتشر شد. این ترانه یکی از عوامل موفقیت آلبوم بدترکیب بود و باعث شد مخاطبان آمریکایی با آور لیدی پیس آشنا شوند.
«سوپرمن مُرده» در مورد تأثیر گرفتن کودکان از برنامه‌های تلویزیونی و محتوای آن‌هاست. به عقیدهٔ رین میدا (خواننده و ترانه‌سرا) «شخصیت کودکان و چیزهایی مثل این‌که چطور فکر کنند یا چه بپوشند توسط تلویزیون تعریف می‌شود و این غم‌انگیز است». او در این ترانه از تبدیل ابرقهرمان دوران کودکی‌اش به یک برَند تجاری شکایت می‌کند و با عبارت‌هایی مثل «یک دختر معمولی، یک دور کمر معمولی» به ترویج استانداردهای زیبایی غیرممکن برای زنان از سوی رسانه‌های جریان اصلی انتقاد می‌کند.
این ترانه در زمان انتشارش در آمریکا به مدت ۲۰ هفته در جدول ترانه‌های آلترنتیو حضور داشت و بالاترین جایگاهش در آن جدول یازدهم بود که در ۴ اکتبر ۱۹۹۷ ثبت شد. «سوپرمن مرده» برای ۱۹ هفته هم جزو پُرفروش‌ترین ترانه‌های جریان اصلی راک بود و تا ردهٔ چهاردهم آن جدول صعود کرد.

## نظر منتقدان
به باور مک‌کِنزی ویلسون از آل‌میوزیک، آور لیدی پیس در «سوپرمن مُرده» نوع منحصر به فردی از موسیقی پُست-گرانج را خلق کرده‌اند.

## موقعیت در جدول‌های فروش موسیقی

### جدول‌های هفتگی
| چارت (۱۹۹۷)                                    | جایگاه |
| ---------------------------------------------- | ------ |
| جدول تک‌آهنگ‌های برتر مجلهٔ آرپی‌اِم کانادا         | ۱۷     |
| جدول تک‌آهنگ‌های راک/آلترنتیو مجلهٔ آرپی‌اِم کانادا | ۲      |
| ترانه‌های رادیویی مجلهٔ بیلبورد                  | ۷۴     |
| آلترنتیو ایرپلی مجلهٔ بیلبورد                   | ۱۱     |
| مین‌استریم راک مجلهٔ بیلبورد                     | ۱۴     |